# مارتن سميث (خزاف)
مارتن سميث (بالإنجليزية: Martin Smith)‏ هو خزاف بريطاني، ولد في 1950 في المملكة المتحدة.